# کتاب جنگل (فیلم ۱۹۴۲)
کتابِ جنگل (انگلیسی: Jungle Book) فیلمی در ژانر فانتزی به کارگردانی زولتان کوردا است که در سال ۱۹۴۲ منتشر شد. از بازیگران آن می‌توان به جان کوالن، رزماری دکامپ و رالف برد اشاره کرد.